# Johann Mechels
Johann Gerhard Mechels (Ihrhove, 2 november 1897 - aldaar, 24 juni 1978) was een Duitse SD-officier en oorlogsmisdadiger.
Mechels werd geboren in een gezin van 17 kinderen. Tijdens de Eerste Wereldoorlog vocht hij aan het westfront. Na de Eerste Wereldoorlog sloot hij zich aan bij het vrijkorps Caspari en later bij de politie. Op 1 november 1929 trouwt hij met Nettie Talkamp; het echtpaar kreeg 2 kinderen. In juli 1937 werd hij lid van de NSDAP en werd hij in september van hetzelfde jaar gepromoveerd tot kapitein.

## Rol in de Tweede Wereldoorlog
Toen Duitsland het Sudetenland had ingenomen kreeg Mechels de leiding over de veiligheidspolitie en voerde een aantal operaties uit. Eind 1942 voerde hij acties uit in Warschau en was betrokken bij de vernietiging van Kortelisy en Brest-Litovsk. In 1943 keert hij terug naar Bremen en wordt commandant van een SS-politieregiment. Dit regiment wordt in de maanden april en mei 1943 gelegerd in Friesland, Groningen en Drenthe. Daar was hij verantwoordelijk voor het drama van Trimunt. Om een einde te maken aan de meistaking en als vergelding voor boomstammen die op de weg liggen worden 16 mannen (waaronder een jongen van 13 jaar) doodgeschoten.
Mechels wordt dan overgeplaatst naar Marseille. In Frankrijk laat Mechels vijf vermeende partizanen executeren. Op 24 augustus 1944 was Mechels terug in Bremen, bij de staf van de veiligheidspolitie. Toen Britse troepen Bremen in april 1945 bezetten, werd hij tot februari 1946 gevangen gezet in verschillende kampen. Wanneer hij wordt vrijgelaten, beveelt de Amerikaanse militaire regering hem aan bij de politie. Mechels wordt beschouwd als "beschuldigd". Voor Nedersaksen is dat echter geen reden om Mechels niet in dienst te nemen, dus gaat hij daar aan de slag bij de verkeerspolitie in Aurich.
Pas in 1949 wordt hij gearresteerd en aangeklaagd voor de moord op de 16 mannen in Trimunt. Tijdens de rechtszitting van de Bijzondere Strafkamer in Groningen werd Mechels verweten dat voor de executie een deugdelijk vonnis van de rechter ontbrak. Ook werd Mechels verweten dat hij zich niet ter plekke had overtuigd van de mogelijke schuld van de slachtoffers. Toen de president van de rechtbank, mr. Feith, aan Mechels vroeg waarom hij het leven van de 13-jarige Steven niet had gespaard, antwoordde Mechels: "Ik was niet helemaal meer baas over mijn eigen wil".
Op 3 oktober 1949 is hij door de Bijzondere Strafkamer van de Arrondissementsrechtbank in Groningen veroordeeld tot twintig jaar celstraf met aftrek voorarrest. Op 9 december 1950 werd zijn straf verlaagd door de Bijzondere Raad van Cassatie in Den Haag naar veertien jaar celstraf met aftrek van voorarrest. Johann Mechels kwam echter al op 22 december 1954 vrij. Mechels werd meteen de grens overgezet en keerde terug naar Bremen.
Johann Mechels stierf in 1978 en werd begraven in Ihrhove.

## Trivia
In de 2023 uitgekomen driedelige BNNVARA-documentaire "Staken op leven en dood" komen de kleindochters van Mechels aan het woord. Zij horen daar voor het eerst over de moorden die hun opa heeft gepleegd.